# Майклз, Анна
Анна Майклз (англ. Anne Michaels; род. 15 апреля 1958[…], Торонто) — канадская писательница и поэтесса. Изучала английскую литературу в Университете Торонто, преподаёт там же творческое письмо. Пишет для театра. Лауреат множества международных наград, включая Женскую премию за художественную литературу, премию Guardian Fiction, премию Lannan Award for Fiction и Commonwealth Poetry Prize for the Americas.

## Биография
Майклс родилась в Торонто, вначале стала известна как поэт. В 1980 году получила премию Norma Epstein Award for Poetry. Затем она опубликовала свой первый сборник стихов «The Weight of Oranges», который в 1986 году получил премию Commonwealth Poetry Prize for the Americas. Последующая книга, Miner’s Pond («Пруд шахтёра»), была включена в шорт-лист Премии генерал-губернатора и получила Национальную журнальную премию и премию Canadian Authors' Association CAA Award for Poetry. Её третья книга стихов, Skin Divers, была опубликована в 1999 году.
Главная тема поэзии Майклс — любовь в различных проявлениях и её способность исцелять. Она считает, что язык уникален в своей способности описывать потерю и боль и тем самым обеспечивать память. Её первые стихи — личные и даже автобиографические. Позже к ним добавляется точка зрения других людей, например, людей из прошлого (Альфред Дёблин, Иоганн Кеплер, Карен Бликсен, Анна Ахматова, Мария Кюри). Метафоры из естественных наук часто используются в её слегка плавающем свободном стихе. В поэзии мыслей преобладает форма обращения «ты».
Роман «Fugitive Pieces» (1996), рассказывает о страданиях евреев от рук немцев в эпоху национал-социализма. Майклз рассказывает:
Когда я начинала книгу, я не знала, выйду ли я с другой стороны с чем-то похожим на веру. Это был большой риск. Возможно, мне потребовалось так много времени, чтобы написать книгу, потому что я была полна решимости выйти из нее с уверенностью, за которую я боролась сама, а не с верой, которая просто существует по привычке или просто утверждается.
Роман «Fugitive Pieces» («Осколки») повествует об отношениях одного еврея с разными людьми, благодаря которым фрагменты («осколки») его жизни беженца наконец собираются в единое целое. После смерти главного героя по его стопам идёт молодой человек, которому, как сыну пережившего Холокост, пришлось принять на себя зловещее наследие ужаса, которого он сам не пережил. В сюжет романа вплетена судьба греческого геолога, участвовавшего в археологических раскопках поселения железного века Бискупин в 1930-х годах и спасшего жизнь ребенку главного героя, бежавшему в Грецию.
Роман стал мировым бестселлером и был переведён на 30 языков. Автор и его произведения получили множество наград, в том числе британскую Женскую премию за художественную литературу, литературную премию Ланнана, премию Toronto Book Awards, Trillium Book Award, премию «Первый роман в Канаде», премию Guardian Fiction Award и итальянскую премию «Джузеппе Ачерби». Газета «Нью-Йорк Таймс» признала его «заметной книгой года». Существует сценическая адаптация. В 2007 году роман был экранизирован режиссёром Джереми Подесвой под названием «Осколки».
Второй роман Майклз, «Winter Vault» (2009), начинается с того, что супруги Джин и Эйвери живут на лодке под храмом Абу-Симбел во время строительства Асуанской плотины в 1960-х годах. Эйвери — один из инженеров, которым поручено разобрать и собрать храм на возвышенности. Повесть о хрупкости истории и сложности её сохранения роман стал финалистом премии Scotiabank Giller (2009), премии Commonwealth Writer’s Prize за лучшую книгу (2010) и Trillium Book Award.
В ноябре 2023 года Майклз опубликовала свой третий роман, «Held», который вошёл в шорт-лист Букеровской премии 2024 года.